# Music Country
Music Country (también conocido como MC) fue un canal de televisión dedicado a la música en español.

## Surgimiento del canal
Se inició en el año 1999 era un canal sobre rock, blues, pop y jazz, que en un principio, contaba con un repertorio que abreva en los años 1970 y 1980.
Además, había ciclos de producción propia dedicados a la música nacional. Al pasar los años fueron añadiéndose canciones de los 90 y de los primeros años del nuevo milenio.
MC estaba en diciembre del 2000 en la señal 19 de Cablevisión y 67 de Multicanal (en reemplazo de Telemúsica y TVA, respectivamente).

## Características
MusicCountry fue un canal de música 24 horas, dinámico, sofisticado, divertido y con estilo propio que ofrecía lo mejor de la música argentina e internacional.
Según lo definió Daniel Arano, gerente de transmisión, en su primer año al aire, "es un canal con música para todos los que tenemos más de treinta años. Básicamente porque vamos a contar con material musical que no tiene espacio en otro lugar. Es un producto menos comercial porque no está destinado a un público eminentemente adolescente que es el que ganó todos los espacios".
De hecho, Music Country apuntaba a una audiencia que iba de los 25 a los 54 años y, por eso, abundaba en canciones y bandas de los años 1970 y 1980. En rigor de verdad, prometía un repertorio inmune a la tiranía del tiempo.
El eslogan oculto —revelaba Arano— sería tratar de encontrar aquellas canciones que nos cuentan historias, recuperar la tradición del músico con su instrumento cantando historias".
A diferencia de sus parientes, la grilla de MusicCountry no distinguía entre días de semana y weekends, salvo en el horario central (de 22 a 23.30) que contaba con especiales diarios.
El diseño de Music Country lo perfilaba como un canal para escuchar. 
Music Country desapareció a fines de 2003, siendo reemplazado por Boca TV.